# Jockey Ewing
John Ross II. (J.R.) Ewing, Jr., a magyar változatban Jockey Ewing a Dallas című sorozat egyik legfontosabb főszereplője. Jock és Miss Ellie Ewing legidősebb fia. Ő a legfőbb szereplő a sorozatban, ő volt az egyetlen figura, aki az eredeti sorozat összes részében kivétel nélkül megjelent. Jelleme szerint egy egoista, élvhajhász, erkölcstelen olajvállalkozó, az üzleti élet árnyoldalának és gátlástalanságának megtestesítője. Valószínűleg a televíziózás történetének egyik legmanipulatívabb, legrosszindulatúbb személyisége. Emellett Jockey Ewingot tartják az egyik legnépszerűbb szereplőnek is a televíziózásban.
A karaktert  Larry Hagman játszotta a sorozat kezdetétől, egészen 2012-ig bekövetkezett haláláig. Hagman volt az egyetlen színész, aki mind a 357 epizódban megjelent az eredeti sorozatban. 1980 és 1982 között a Dallas spin-off-jában, a Knots Landingban is megjelent. Hagman 2012. november 23-án elhunyt rákban, így az új Dallas producerei később bejelentették, hogy maga a szereplő, Jockey is meg fog halni a sorozatban, és nem helyettesítik Hagmant más színésszel.
Érdekesség, hogy 2014 tavaszán az Egyesült Államokban forgalomba került a róla elnevezett J. R. Ewing bourbon whisky.

## Történet
Jockey Ewing (1939-2013) Jock Ewing és Miss Ellie Ewing legidősebb fia volt. Jockey 1939 szeptemberében született Southfork Ranch-en, a családi birtokon. Jockeynak két öccse van: Gary és Bobby, és van egy féltestvére is, Ray Krebbs, mivel az apja viszonyt folytatott a második világháború alatt Margaret Hunterrel. Gary alkoholista lett, és feleségével, Vallal együtt elüldözte őket Dallasból, így az ő történetük a Knots Landing című sorozatban folytatódott.
1962-ben, miután Jockey hazatért a vietnámi háborúból, beállt a Ewing Olajtársasághoz dolgozni az édesapja mellé, és elkezdődött a karrierje, mint olajvállalkozó. Jockeyt sosem érdekelte a munka a southforki farmon, arra volt az édesanyja, Ellie, és a féltestvére Ray Krebbs, de Jockey-ban mindig benne volt az az érzés, hogy a család mindig éljen együtt Southforkban.
A középső testvére, Gary inkább az édesanyjára hasonlított, így mindig is a farmon zajló élet érdekelte, ennek okán sosem foglalkozott érdemileg a Ewing Olajtársasággal. Ő, és a felesége, Valerie elhagyták Dallast, és Kaliforniába költöztek.
Jockey legfiatalabb testvére, Bobby azzal töltötte a legtöbb idejét, hogy Southfork és a Ewing Olajtársaság között őrlődött, sokáig nem volt képes dönteni arról, hogy mit is kezdjen az életben, Bobby pedig Jock kedvenc fia volt. Emiatt Jockey sokszor féltékeny volt Bobbyra, és rendkívül eltökélt lett, hogy lenyűgözze az apját, Jockot. Annak ellenére, hogy hatalmas sikereket ért el az olajüzletben, Jockey soha nem tudta annyira lenyűgözni az apját, hogy Bobbyt szülei ne mindig is a kedvenc kisfiúnak tekintsék. Emiatt Jockey és Bobby viszonya nem volt valami felhőtlen, és ez csak tovább fokozódott, amikor Bobby elvette feleségül Pamela Barnest, aki a Barnes családból származott, a Ewingok ellenségétől. Jock és Digger hosszú éveken át tartó rivalizálása miatt volt mindez. Jockey legfőbb ellensége Digger fia, Cliff Barnes volt. Jockeynak rengeteg házasságon kívüli kapcsolata volt, és a vonzerejével mindig elérte azt, amit akart. Ezzel a mentalitásával került arra sor, hogy egy üzleti terve miatt kénytelen volt a család tudta nélkül elzálogosítani a Southfork Ranch-et. Ez utóbbi nagy törést okozott szüleivel – főleg édesanyjával.
Az egyik szövetségese egy dallasi nyomozó, Harry McSween volt, mely kapcsolat ékesen mutatja be a vállalat és a cég korrupt összefonódását a rendőrséggel. Érdekes momentum, hogy a sorozat alkotói az ilyen típusú kontaktust egyedül Jockey esetében mutatták be, ő azonban igen gyakran élt ezzel a lehetőséggel és számos ellenfelét szerelte le McSween segítségével. Jockey gyakran kért McSweentől letartóztatási parancsot – általában hamis vádakkal, például sógornője, Kristin Shepard, vagy – a feleségével titkos kapcsolatot ápoló – Peter Richards ellen. Előbbivel olyannyira elmérgesedett a viszonyuk, hogy 1980-ban megpróbálta megölni Jockeyt, de ő túlélte és relatíve hamar felépült. Kristin később – egy, a történet által nem teljesen tisztázott eseménysor végkifejletében a southforki úszómedencébe fulladt. A képsorok először arra utaltak, hogy Jockeynak nagyban köze lehetett a dologhoz, azonban ezt a szálat az alkotók nem varrták el teljesen.
Jockeynak két felesége, és három fia lett: James Richard Beaumont, Jockey legidősebb fia, aki egy viszonyból született Vanessa Beaumonttól (erről a 12. évadban szerezhetünk tudomást). A második és legkedveltebb fia, John Ross Ewing III, aki az első feleségétől, Samanthától született. A harmadik fia pedig a második feleségétől, Callytől született. Jockey egy ideig azt hitte, ő az apja Christopher Ewingnak, de később kiderült hogy Christopher Kristin Shepard és Jeff Farraday gyermeke. Mikor nyilvánvalóvá vált, hogy mégsem ő az apa, Bobby és Pamela adoptálták Christophert. Annak ellenére, hogy ellenséges volt a kapcsolata majdnem mindenkivel, Jockeynak talán egyetlen igaz érzelmekre alapuló kapcsolata volt, középső fiával – Johnnyval.
Az évek során Jockey cselekedetei egyre infernálisabbak lettek. Ő és Samantha nagyrészt ennek köszönhetően elváltak, aztán később újraházasodtak, végül pedig másodjára is elváltak. Korábban, Samantha alkoholproblémái miatt majdnem meghalt a southforki tűzben (Ray és Jockey összeverekedtek, mert kiderült hogyan történt az autóbaleset, amit Samantha okozott. A balesetben Ray unokaöccse, Mickey lebénult, és később elhunyt a kórházban.)
Jockey és Cliff voltak az egyetlen szereplők, akik mind a 14 évadban maradéktalanul szerepeltek. A sorozat vége után, 1996-ban a Dallas: Jockey visszatér című filmben kiderült, hogy Jockey az utolsó epizódban a tükörbe lőtt, és elköltözött Európába egy pár évig. De aztán visszatért, és megpróbálta visszavenni a birodalmát, a Ewing Olajtársaságot, amit akkor Cliff Barnes vezetett. Jockeyt eközben elnökké választották a West Star Olajtársaságnál, és ez hatalmas örömmel töltötte el, ugyanis majdnem tizenöt évig küzdött ezért.
Aztán 1998-ban a Dallas: A Ewingok háborúja című filmben (amelyben Ken Kercheval nem szerepelt) Jockey a West Star vezérigazgatója volt, és megpróbált egyesülni a Ewing Olajtársasággal, de végül nem sikerült.

### Dallas (2012, televíziós sorozat)
Jockey is visszatért az új sorozatban 2012-ben, amely elsősorban Jockey fiára, John Ross Ewing III-re, és Bobby fogadott fiára, Christopher Ewingra koncentrál. Jockey örömére John Ross teljesen ugyanolyan lett mint ő.
Az új sorozat kezdetekor Jockey az elmúlt néhány évet egy idősek otthonában töltötte, mivel krónikus depresszióban szenvedett. Bobby meglátogatta őt és elmondta neki, hogy mindez a rengeteg harc miatt történt vele, amely a Ewing Olajtársaságért és Southforkért zajlott. Amikor John Ross végül meglátogatta őt, és elmondta neki, hogy Bobby el akarja adni Southforkot, Jockey az olaj hallatán egy csapásra felépült, az első mondata az volt, hogy „Bobby mindig is ostoba volt”. Ezután Jockey együtt dolgozott Marta Del Sollal, egy régi barátja lányával. Marta mint a Del Sol ügynökség elnöke tárgyal Bobbyval, aki el is adja az ügynökségnek Southforkot, majd Marta átadta a tulajdonjogot Jockeynak. Jockey meglepett mindenkit, amikor felbukkant egy családi összejövetelen, és bocsánatot kért Bobbytól és Samanthától a múltbeli tetteiért. Aztán kiderült, hogy nem az igazi Marta Del Sollal üzletelt Jockey, hanem egy csalóval. Southfork veszélybe került, de mint mindig, Jockey elsimította a dolgokat.
Jockeynak végül sikerült kitúrnia Bobbyt Southfork tulajdonjogából, és nem pazarolta tovább az időt, belevágott a farmon lévő olaj kitermelésébe. Még a fiát, John Rosst is kitúrta a partnerségből, mindent magának akart. Viszont meghatalmazást adott a fiának, hogy vezesse az üzleti vállalkozásait. Az első évad végén John Ross és Jockey összefogtak Bobby, Christopher és Elena ellen.

### Halála
A második évad hetedik epizódjában a „Halálos iramban” Jockey a fiával, John Ross-szal beszélt telefonon a mesterművéről, amivel legyőzheti Cliff Barnest és Harris Rylandet, és ezzel segíteni tud John Rossnak is, hogy átvehesse az irányítást a Ewing Energiatársaságnál. Ezután pedig valaki belépett a szobába, és kétszer rálőtt Jockeyra, és ezzel megölte őt.

### Temetés
Jockey megemlékezésére a Dallas Petroleum Clubban került sor, ahol a múltjából sok vendég vett részt. Jockey kedvenc italát, a bourbont szolgálták fel. A vendégek között szerepelt: Jockey féltestvére, Ray Krebbs, az unokahúga Lucy Ewing, a testvérei: Gary Ewing és Bobby Ewing, az ex feleségei: Samantha Ewing és Cally Harper Ewing, az ex szeretője, Mandy Winger, az adoptált unokaöccse, Christopher Ewing, Elena Ramos és a bátyja, Drew Ramos, és Jockey fia, John Ross Ewing III. Más említésre méltó vendégek: Dallas polgármestere, Mike Rawlings, a Dallas Mavericks tulajdonosa, Mark kubai és a Dallas Cowboys tulajdonosa, Jerry Jones.
Jockey temetésére Southforkban, a családi temetőben került sor. A temetésen Ray, Lucy, Gary, Christopher, Elena, Samantha és Bobby mondtak beszédet. Jockeyt a szülei, Jock és Ellie Ewing mellé temették.
A temetésen Samantha felolvasta Jockey levelét, amit azelőtt írt, mielőtt meggyilkolták volna. A levélben megkérte Samanthát, hogy adjon neki még egy esélyt. Samantha könnyek közt tört ki, és kijelentette, hogy Jockey volt élete szerelme. Mivel Jockey háborús veterán volt, a koporsóját az Amerikai Egyesült Államok zászlaja díszítette a temetés alatt. A végén a fia, John Ross hajtotta össze a zászlót.

### Jockey mesterműve
Jockey temetése után a magánnyomozója, Bum Jones megjelent, hogy jelentést tegyen. Az irodában Bum elmagyarázta, hogy Jockey néhány hónapja olaj üzleti okok miatt volt egy ideig Abu Dhabiban, de az igazi ok valójában az volt, hogy megpróbálta megtalálni Christopher édesanyját, azaz Bobby exfeleségét, Pamela Barnes Ewingot. Bum átadott néhány papírt Christophernek, amiken rajta volt, hogy Jockey miért is akarta megtalálni Pamelát.
Bum elmondta azt is, hogy Jockey azért volt Nuevo Laredóban, mert követni akarta Harris Rylandet, hogy megtudhassa miben sántikál. John Ross rögtön azt gondolta, hogy Ryland ölte meg az apját, de Bum elmondta neki, hogy egy piti rabló ölte meg Jockeyt. John Ross kapott egy dobozt, amiben egy pisztoly volt, és egy levél Jockeytól, amiben megírta, hogy most hogy ő halott, itt az ideje hogy a Ewingok leszámoljanak Cliff Barnes-szal és Harris Rylanddel.
Bum ezután átadott egy levelet Bobbynak. Bobby elolvasta a levelet, de nem mutathatta még meg Christophernek és John Rossnak, mivel Jockey erre kérte. Bobby és Bum az irodán kívül beszélgettek, ahol Bobby megbeszélte vele, hogy mindenkinek azt kell hinnie, hogy Jockeyt egy piti rabló ölte meg.
Bobby ezután bement Jockey hálószobájába, és megivott egy pár Jockey védjegyű bourbont. Bobby ezután elkezdett beszélgetni Jockeyval és megmondta neki, hogy jól döntött, és hogy szereti őt.
Bobby, John Ross és Christopher továbbra együtt dolgoztak a terven, és rájöttek, hogy milyen fontos az, hogy megtalálják Pamelát, mivel nála van az 1/3 részesedése a Barnes Globalból Katherine és Cliff mellett. Kiderült az is, hogy Katherine már meghalt. A magánnyomozó szerint Pamela 1989-ben lépett be Abu Dhabiba a férjével.
Bobby végül felfedte, hogy Jockey nagy terve az volt, hogy Cliffet gyanúsítsák a haláláért, és ez egy „bosszú a síron túlról” volt a részéről. Jockeynak már csak napjai voltak hátra, mivel rákban szenvedett. Ezután megkérte Bumot, hogy lopja el Cliff pisztolyát. Jockey tudta, hogy Cliff minden évben Nuevo Laredóba szokott látogatni egy horgászversenyre. Tehát Jockey megkérte Bumot, hogy lőjje le őt, mivel úgyis csak napjai voltak hátra, és ezzel gondoskodni tudott a családja jövőjéről. Így tehát minden gyanú Cliff Barnesra terelődött, és a bebörtönzésével véget érhetett a Barnes-Ewing viszály, legalábbis egy hosszabb időre.

## Knots Landing megjelenései
1. évad
- 2. rész: "Community Spirit"

2. évad
- 9. rész: "A Family Matter"
- 15. rész: "Designs"

4. évad
- 2. rész: "Daniel"
- 6. rész: "New Beginnings"

## Hagyatéka
- 1999-ben a TV Guide a "Minden Idők 50 legjobb Tv-s szereplői" listáján az a 11. helyre sorolta Jockey Ewingot. 2013-ban a frissített listán Jockey az 1. helyre került.
- A Wizard Magazin a 69. legnagyobb gazemberként rangsorolta Jockey karakterét, míg a Best Villains TV: Top Ten Yahoo! Voices a legelső helyre sorolta őt.

## Fordítás
Ez a szócikk részben vagy egészben  a   JR_Ewing című angol Wikipédia-szócikk fordításán alapul.  Az eredeti cikk szerkesztőit annak laptörténete sorolja fel. Ez a jelzés csupán a megfogalmazás eredetét és a szerzői jogokat jelzi, nem szolgál a cikkben szereplő információk forrásmegjelöléseként.